# چمن غاز
چمن غاز، چمن خرچنگی هرز (نام علمی: Eleusine indica) نام یک گونه از سرده چمن غاز است.